# Championnat d'Europe de Formule 2
Le Championnat d'Europe de Formule 2 est un championnat de course automobile utilisant des monoplaces de Formule 2, organisé par la FIA de 1967 à 1984.
Créé en 1967, il fut un temps l'antichambre de la Formule 1 avant d'être remplacé par le Championnat international de Formule 3000 en 1985, lui-même remplacé en 2005 par les GP2 Series. La discipline est réapparue de 2009 à 2012 puis en 2017 le GP2 reprend l'appellation Formule 2.

## Historique

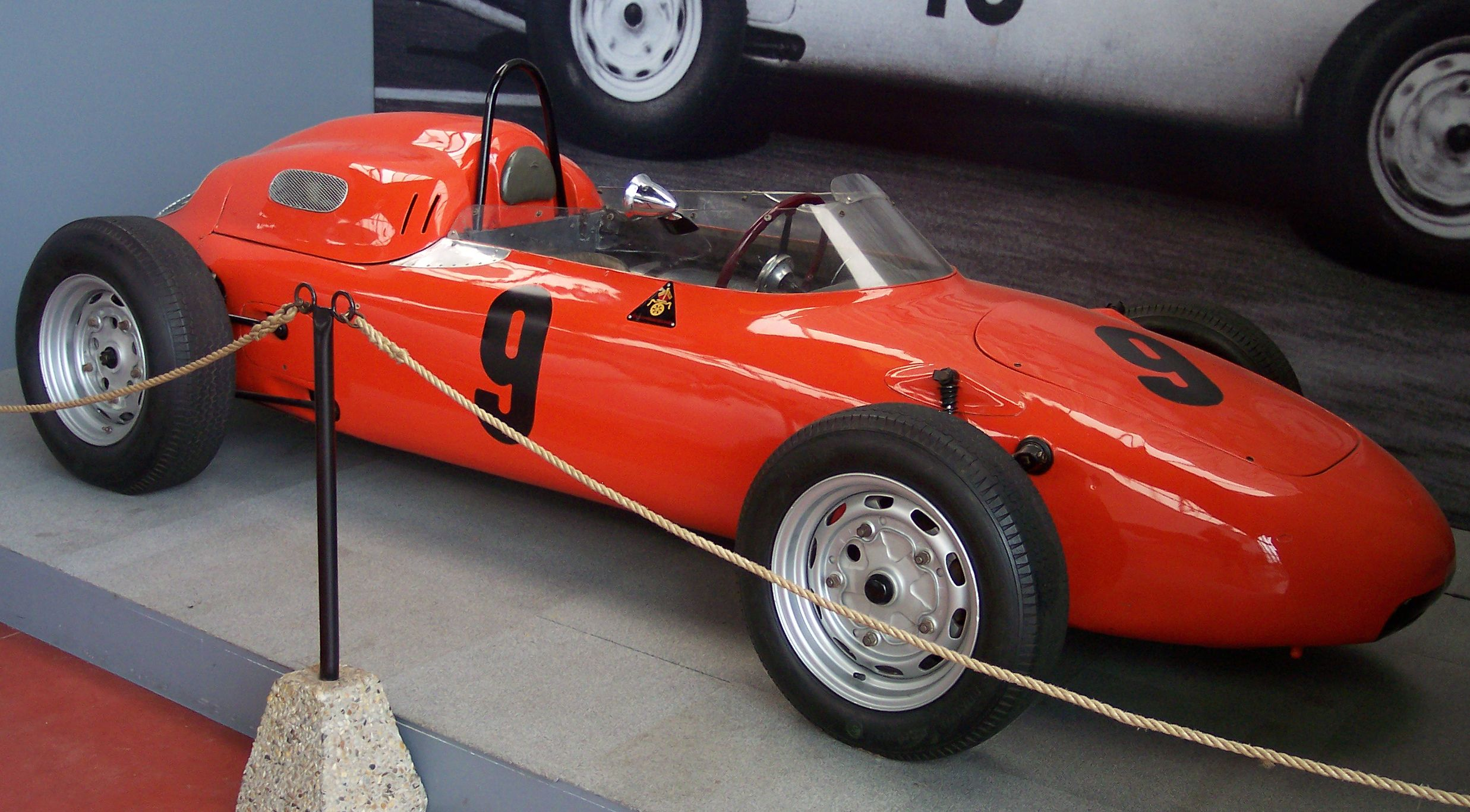
Porsche Formule 2 de 1960

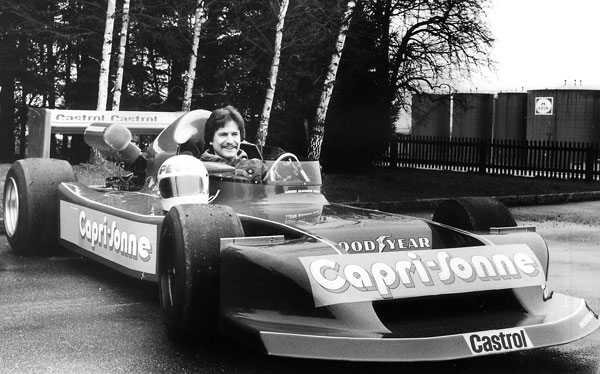
March Formule 2 de 1978

Si la catégorie Formule 2 a été formellement codifiée par la FIA fin 1947 (un an après l'apparition officielle de la catégorie Formule 1), l'idée d'instaurer une hiérarchie remonte à la création des courses sur circuit. Jusqu'alors, par opposition aux Grands Prix, dans lesquels s'affrontaient les voitures les plus puissantes, existait une catégorie de cylindrée inférieure: les «voiturettes». Cette catégorie deviendra la Formule 2 à partir de 1948.
Jusqu'en 1967 et la création du championnat d'Europe, il n'existait pas de championnats internationaux de Formule 2. Toutefois, en 1952 et en 1953, le championnat du monde de Formule 1 s'est disputé en application du règlement technique de la F2.
Très populaire durant ses premières années d'existence, le championnat d'Europe de Formule 2 voyait les espoirs du sport automobile se frotter directement aux stars de la Formule 1, qui n'hésitaient pas à mettre leur réputation en danger en affrontant des pilotes moins chevronnés au sein d'une discipline dans laquelle les écarts de matériel étaient moindres qu'en F1. Mais ce mélange a progressivement disparu dans les années 1970, avec la spécialisation des pilotes et le cloisonnement des disciplines.
En perte de vitesse, au début des années 1980, le championnat d'Europe de Formule 2 est remplacé à partir de 1985 par le championnat international de Formule 3000. L'appellation Formule 2 subsistera encore quelques années dans certains championnats nationaux (comme au Japon ou en Grande-Bretagne), avant de disparaître complètement.

## Palmarès
| Année | Vainqueur             | Équipe                  | Voiture               |
| ----- | --------------------- | ----------------------- | --------------------- |
| 1967  | Jacky Ickx            | Tyrrell Racing          | Matra-Ford Cosworth   |
| 1968  | Jean-Pierre Beltoise  | Matra Sports            | Matra-Ford Cosworth   |
| 1969  | Johnny Servoz-Gavin   | Matra International     | Matra-Ford Cosworth   |
| 1970  | Clay Regazzoni        | Tecno Racing Team       | Tecno-Ford Cosworth   |
| 1971  | Ronnie Peterson       | March Engineering       | March-Ford Cosworth   |
| 1972  | Mike Hailwood         | Team Surtees            | Surtees-Ford Cosworth |
| 1973  | Jean-Pierre Jarier    | March Engineering       | March-BMW             |
| 1974  | Patrick Depailler     | March Engineering       | March-BMW             |
| 1975  | Jacques Laffite       | Écurie Elf Ambrozium    | Martini-BMW           |
| 1976  | Jean-Pierre Jabouille | Équipe Elf              | Elf 2J-Renault        |
| 1977  | René Arnoux           | Écurie Renault Elf      | Martini-Renault       |
| 1978  | Bruno Giacomelli      | Polifac BMW Junior Team | March-BMW             |
| 1979  | Marc Surer            | Polifac BMW Junior Team | March-BMW             |
| 1980  | Brian Henton          | Toleman Group           | Toleman-Hart          |
| 1981  | Geoff Lees            | Ralt Racing Ltd.        | Ralt-Honda            |
| 1982  | Corrado Fabi          | March Racing Ltd.       | March-BMW             |
| 1983  | Jonathan Palmer       | Ralt Racing Ltd.        | Ralt-Honda            |
| 1984  | Mike Thackwell        | Ralt Racing Ltd.        | Ralt-Honda            |

Source